# Епархия Сан-Игнасио-де-Веласко
Епархия Сан-Игнасио-де-Веласко (лат. Dioecesis Sancti Ignatii Velascani) — епархия Римско-Католической Церкви с центром в городе Сан-Игнасио-де-Веласко, Боливия. Епархия Сан-Игнасио-де-Веласко входит в митрополию Санта-Крус-де-ла-Сьерры. Кафедральным собором епархии Сан-Игнасио-де-Веласко является церковь святого Игнатия.

## История
27 января 1930 года Римский папа Пий XI издал буллу «Apostolicae Sedi», которой учредил апостольский викариат Чикитоса, выделив его из епархии Санта-Крус-де-ла-Сьерры (сегодня — архиепархия Санта-Крус-де-ла-Сьерры).
13 декабря 1951 года апостольский викариат Чикитоса передал часть своей территории для образования апостольского викариата Нуфло-де-Чавеса.
3 ноября 1994 года Римский папа Иоанн Павел II издал буллу «Solet catholica», которой преобразовал апостольский викариат Чикитоса в епархию Сан-Игнасио-де-Веласко.

## Ординарии
- епископ Bertoldo Bühl, O.F.M.[1] (8.01.1931 — 1941);
- епископ Juan Tarcisio Senner, O.F.M. (25.02.1942 — 1949), назначен ауксилиарным епископом Сукре;
- епископ José Calasanz Rosenhammer, O.F.M. (12.05.1949 — 21.08.1974);
- епископ Federico Bonifacio Madersbacher, O.F.M. (21.08.1974 — 29.07.1995);
- епископ Carlos Stetter (с 29 июля 1995 года).

## Источник
- Annuario Pontificio, Libreria Editrice Vaticana, Città del Vaticano, 2003, ISBN 88-209-7422-3
- Булла Apostolicae Sedi, AAS 23 (1931), стр. 364  (лат.)
- Булла Solet catholica  (лат.)